# Technika cyfrowa

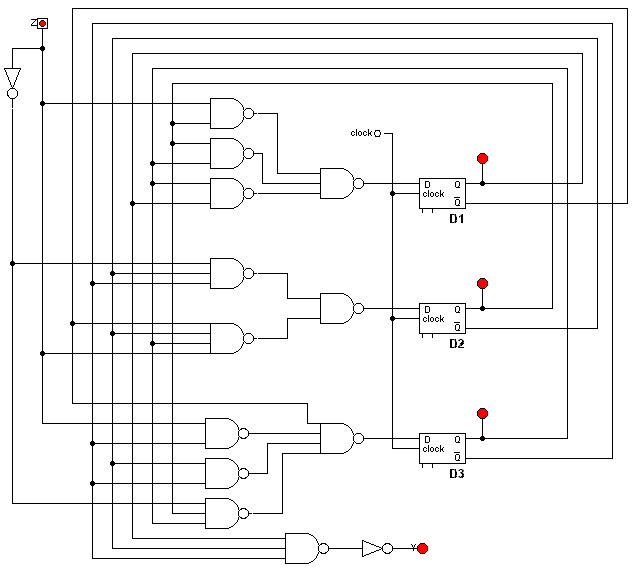
Schemat logiczny automatu Moore’a

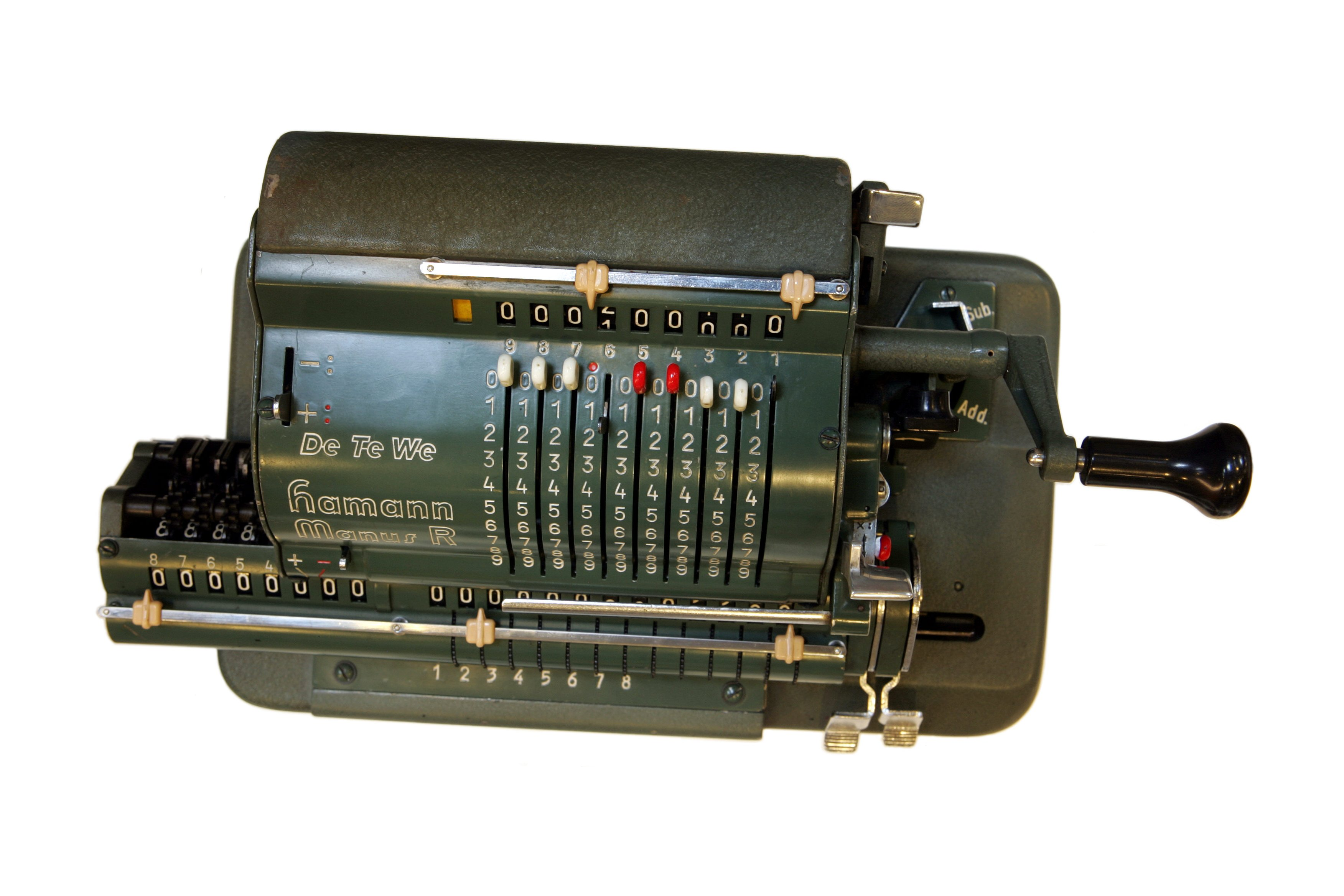
Hamann Manus R, niemiecki komputer mechaniczny z roku 1953

Technika cyfrowa (z niem. Digitaltechnik) – dział techniki opisujący zasady działania i architekturę układów cyfrowych. Pojęcie to jest niemal tożsame z elektroniką cyfrową, blisko związane także z informatyką techniczną i cyfrową telekomunikacją. Wśród jej podstawowych zagadnień można wymienić opis bramek logicznych i rejestrów (komórek pamięci), zasady działania układów kombinacyjnych (np. sumatorów, multiplekserów)  i sekwencyjnych (np. przerzutników), zasady działania automatów synchronicznych i asynchronicznych, oraz zagadnienia ich realizacji (m.in minimalizację funkcji logicznych, redukcję automatów).
Termin technika cyfrowa jest używany zarówno do opisu teoretycznych modeli obliczeń, jak i technologii wytwarzania urządzeń elektronicznych.
Zespół Terminologii Informatycznej definiuje ten termin jako wiedzę o projektowaniu i funkcjonalności elementów sprzętu cyfrowego oraz programów korzystającą z technologii cyfrowej.